# 風のサンタ
風のサンタ（かぜのさんた）は、川崎のぼるによる少年漫画作品。1992年から3年間、小学二年生、小学四年生で連載。

## 登場人物
風野三太（かぜのさんた）
愛称は、風野サンタ。いつも元気で、何にでもチャレンジする活発な男の子。お調子者であるが、それが良いところでもある。父の仕事の関係上、幼少時はアフリカで暮らしており、動物と一緒に育った。父の仕事が終わり、日本に帰ってきて中町小学校へ転校してきた。九州弁を話す。屁がすごく臭くて気絶してしまうほど。名前からサンタクロースと間違えられ、プレゼントの依頼が届くこともある。
シュワルツネッコ
サンタの友達の猫だが、サンタと一緒に行動する。のら犬ドンとも戦えるくらい強く、ドンとは仲が悪い。宮の沢りえのペットでもある。手癖が悪く、すぐ爪でひっかき、サンタもよくひっかかれる。モデルは、アーノルド・シュワルツェネッガー。
宇山九斉（うさんくさい）
もう100歳を超えるおじいさんで、実は仙人でサンタの師匠。ほにゃらか山に住んでいる。
珍幻斉（ちんげんさい）
あちゃらか山に住む仙人で、宇山とは年に一度、格闘技で技を競い、中国拳法の達人でもある。
美紅子（びこうし）
珍幻斉のひ孫で、拳法を使う女の子。サンタの良きライバル。
のら犬ドン
野良犬のボスでサンタと大の仲良しで、ピンチの時にすぐ助けてくれる。
不宇天の虎（ふうてんのとら）
全日本無差別異種格闘技でサンタと戦ったプロレスラー。
無目鱈の阿寒象（なめたらのあかんぞう）
全日本無差別異種格闘技でサンタと優勝決定戦で戦ったプロレスラー。ネッコがネズミを追いかけてる所で、象の足を滑らせてしまい、KOとなった。
グレート不乱拳（ぐれーとふらんけん）
元格闘技選手でひどい反則をして格闘技界から追い出された。すごく強いが凶悪で自分より強い相手見ると誰にでも挑戦し倒そうとする。
貴の華
大相撲の横綱で、サンタと宇山と一緒に、竜の髭で綱を作った。モデルは、貴乃花。
クロヒゲ
一人ぼっちだったカラスで、サンタに見つけられ育てられる。
宮の沢りえ（みやのさわりえ）
中町小学校の生徒で、サンタが好きな女の子。可愛くていつもニコニコしている。でもおっちょこちょいな所もある。宮の沢喜一（モデルは、宮澤喜一、本編未登場）の家に住んでいる。モデルは、宮沢りえ。
あけみ
中町小学校の生徒で、みんなのまとめ役でしっかりした女の子。サンタの事をちょっと好きなのかもしれない。
鬼丸
サンタの親友であり、良きライバルでもある。サンタが転校してくるまでは、鬼丸軍団の番長だった。
ラメス呂偉（ラメスるい）
ブラジル出身で超すごいスーパーサッカー選手。黒潮小学校、黒潮サッカー部に所属。サッカーの県大会決勝戦で、サンタ達率いる中原小学校と黒潮小学校と戦った。モデルは、ラモス瑠偉。
権俵花子
中町小学校のサンタ達の担任の先生。名字が気に入らず、権俵先生と言うと怒る性格。
マキちゃん
鬼丸に恋した女の子。
校長先生
中町小学校の校長先生。
熊虎番長
鬼丸を連れ去られた番長、妹がいる。

## 単行本
1. 1995年3月25日
2. 1995年4月25日
3. 1995年5月25日